# Буй (дайвинг)
Буй — элемент снаряжения лёгкого водолаза (аквалангиста), предназначенный для повышения безопасности подъёма дайвера, подъём объекта, пометка места и др.
Буи бывают следующих видов:
- маркерные,
- декомпрессионные,
- транспортные,
- балластный.

## Общие сведения
Маркерный буй может иметь как постоянную плавучесть, так и регулируемую. Остальные буи бывают только с регулируемой плавучестью (за счёт изменения объёма воздуха в поплавке).
Расцветка буёв существует трёх видов — красная, жёлтая и камуфлированная. Красные буи используются для информирования о штатной ситуации, нормальном прохождении декомпрессии, жёлтые — для оповещения об аварийной ситуации под водой и запросе помощи, камуфлированные - в подводной охоте для крепления дополнительного и запасного снаряжения, пойманной добычи и отдыха на нём.
В общем случае буй состоит из следующих частей:
- поплавок
- шнур или линь — одним концом крепится к поплавку, другой конец ныряльщик держит в руке или прикреплён к нему. Может достигать длины тридцати и более метров.
- катушка — предназначена для более удобного регулирования длины шнурка.
- сумочка с карабинами для крепления к снаряжению. Существуют буи, в которых сумочка, во избежание утери, крепится к поплавку.

## Маркерные буи

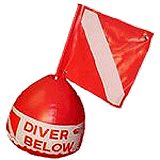
Надувной маркерный буй

Задача маркерного буя, как следует из названия, заключается в обозначении на поверхности местоположения пловца. Всем водным транспортным средствам предписывается держаться на удалении от буя. К сожалению, на российских курортах наблюдается обратная картина: при виде поплавка на поверхности к нему съезжаются отдыхающие на гидроциклах, представляя, таким образом, серьёзную опасность для дайвера.
Маркерные буи могут изготавливаться из пенопласта или полиуретана и даже из подручных материалов — пластиковых бутылок.
На маркерном буе находится красно-белый флаг .
Буй для подводной охоты, по сути, является маркерным, но также способен перевозить небольшие грузы (ружья, улов).

## Декомпрессионные буи

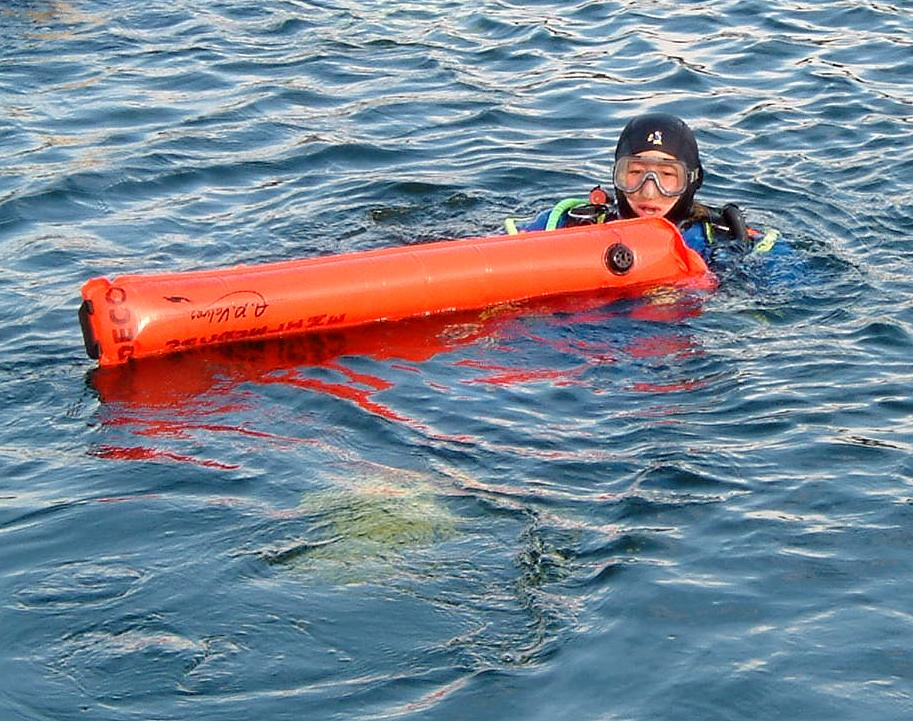
Дайвер с декомпрессионным буём

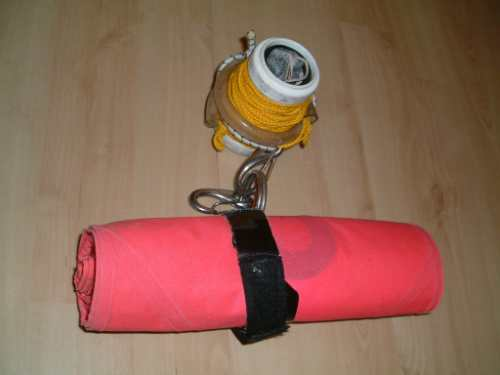
Маркерный буй в транспортном состоянии

Буи данного класса предназначены для:
- облегчения поддержания заданной глубины во время декомпрессионной остановки;
- обозначения на поверхности местоположения пловца.

## Транспортные буи
Транспортные буи (лифт-бэг, парашют) служат для подъёма с глубины тяжёлых предметов. 

## Правила
- Все операции с буём проводить по течению и в свободном надголовном пространстве.
- Перед запуском буя расстопорить катушку.
- Первоначальный поддув буя осуществлять воздухом из Октопуса или пони баллона.
- При запуске буя запрещается крепить линь или катушку к элементам снаряжения. В противном случае может произойти запутывание в лине и неконтролируемый выброс на поверхность, что может повлечь смерть дайвера.
- При плавании с буём запрещается крепление линя или катушки к элементам снаряжения, так как существует вероятность того, что линь зацепится за проходящее судно, катер или гидроцикл и Вас потянет за ним.